# Cooka teskeyi
Cooka teskeyi är en tvåvingeart som beskrevs av Cook 1975. Cooka teskeyi ingår i släktet Cooka och familjen dyngmyggor.
Artens utbredningsområde är Ontario. Inga underarter finns listade i Catalogue of Life.